# Przewiercień długolistny
Przewiercień długolistny (Bupleurum longifolium L.) – gatunek rośliny z rodziny selerowatych.

## Zasięg występowania
Rośnie dziko w Europie Południowej i Środkowej na obszarze od Francji po południową Rosję. Na północy sięga do Niemiec i Polski; na południu po Bułgarię.
W Polsce jest to gatunek rzadki. Występuje głównie na Wyżynie Małopolskiej i w rejonie doliny dolnej Wisły. W górach jest rzadki, znany z nielicznych tylko stanowisk w Karpatach i Sudetach. W Karpatach w ostatnich latach potwierdzono jego występowanie tylko na kilku stanowiskach: Lackowa w Beskidzie Niskim, Riaba Skała w Bieszczadach, Wąwóz Szopczański, podnóże Trzy Korony i po wschodniej stronie przełęczy Szopka w Pieninach oraz Dolina Długa i Czerwone Żlebki w Tatrach.

## Morfologia

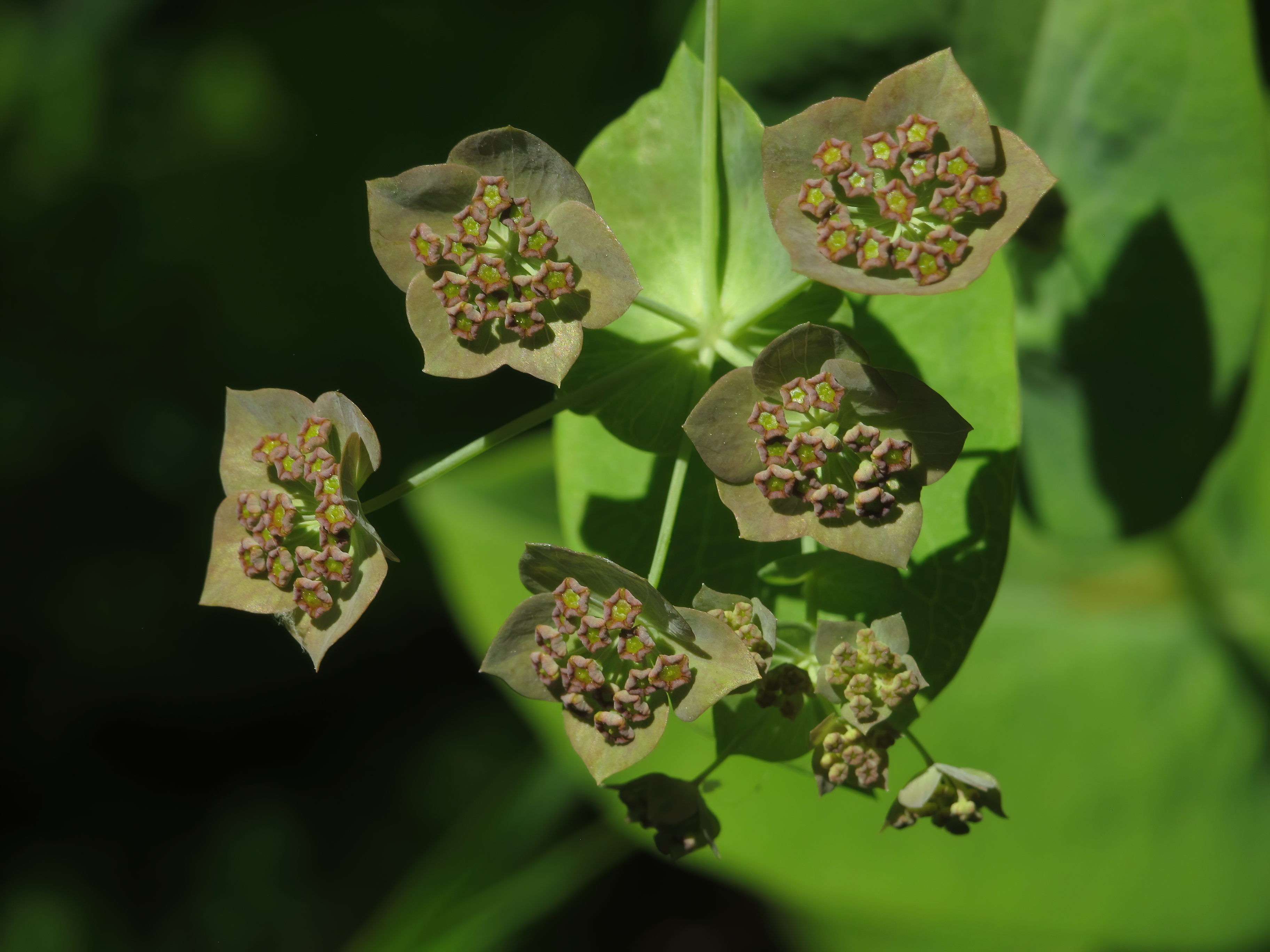
Kwiatostan

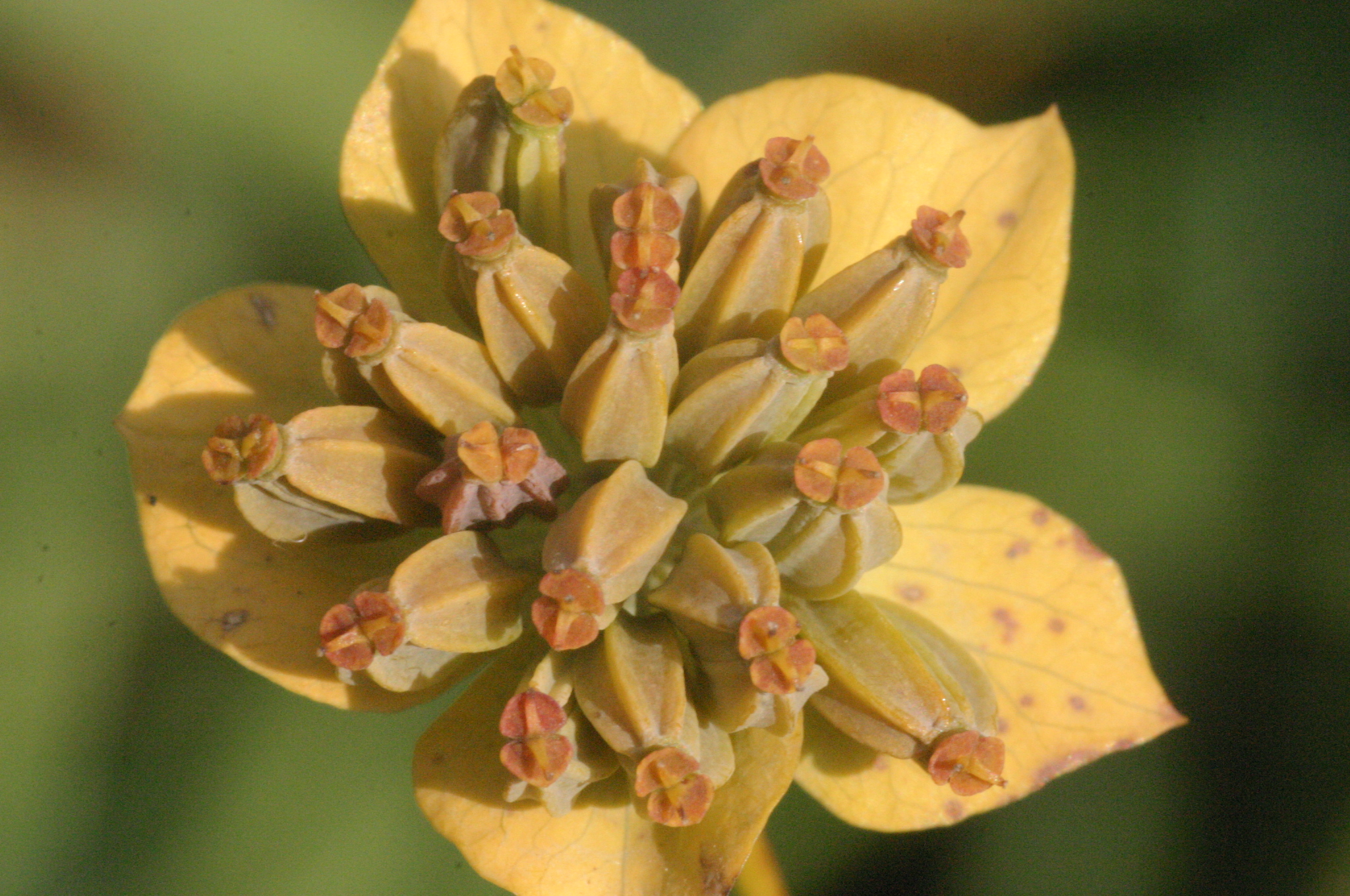
Owoce

PokrójRoślina zielna z cienkim kłączem, z którego wyrasta rozgałęziająca się w górze łodyga, osiągająca od 50 do 100 cm wysokości. Jest ona dęta i obła, delikatnie kreskowana, nierzadko czerwono nabiegła.
LiścieOdmienne liście dolne i łodygowe. Liście dolne zielone, eliptycznie lub podłużnie jajowate, z długim, oskrzydlonym ogonkiem. Liście łodygowe często żółtawozielone, siedzące, szerokimi uszkami obejmujące łodygę, jajowate lub jajowatopodługowate. Oba rodzaje liści posiadają sieciowatą nerwację.
KwiatyDrobne, zebrane po ok. 20 w baldaszki o średnicy 1–2,5 cm, wsparte 5–8 pokrywkami. Baldaszki w liczbie 5–12 tworzą baldach złożony wsparty 3–5 szeroko jajowatymi pokrywami. Płatki korony żółte półkoliste lub odwrotnie szeroko trójkątne, z łatką na szczycie.
OwoceEliptyczne, błyszczące rozłupnie osiągające 5–7 mm długości. Każda z rozłupni złożona z dwóch rozłupek, mających po 5 nitkowatych żeberek.

## Biologia i ekologia
Roślina dwuletnia lub bylina, czasem monokarpiczna – zamierająca po owocowaniu, hemikryptofit. Rośnie u podnóży skał, na piargach, skalistych i trawiastych zboczach i półkach skalnych, na obrzeżach lasów i zarośli, w traworoślach, murawach kserotermicznych i murawach naskalnych. Kwitnie w sierpniu i wrześniu. Liczba chromosomów 2n = 16. Gatunek charakterystyczny związku Calamagrostion, zespołu Bupleuro-Calamagrostietum arundinaceae i zespołu Festucetum carpaticae.

## Zagrożenia i ochrona
Roślina umieszczona na Czerwonej liście roślin i grzybów Polski (2006) pośród gatunków narażonych na wyginięcie (kategoria zagrożenia V). W wydaniu z 2016 roku otrzymała kategorię EN (zagrożony).
Od 2014 r. roślina podlega w Polsce ochronie gatunkowej.